# Maurice Smith (lottatore)
Maurice Smith (Seattle, 13 dicembre 1961) è un ex kickboxer e lottatore di arti marziali miste statunitense.
Come kickboxer è stato campione del mondo dei pesi massimi WKC e WKA ed ha combattuto nei tornei ISKA e K-1 confrontandosi con i migliori kickboxer europei.
Come artista marziale misto è stato il secondo detentore della storia del titolo dei pesi massimi UFC ed ha combattuto anche nelle federazioni Pride, Strikeforce, RINGS, Pancrase e World Victory Road.
Con una carriera che dura dal 1993, Smith è uno dei lottatori più longevi nella storia delle MMA.

## Carriera nel kickboxing
Smith debutta come kickboxer professionista nel 1983 con una sconfitta contro il canadese Tony Morelli, sconfitta vendicata lo stesso anno in un rematch con in palio il titolo dei pesi massimi World Kickboxing Council.
Successivamente lotta per il titolo dei pesi cruiser World Kickboxing Association contro Don Wilson (con cui ha anche recitato nel film Bloodfist II) ma viene sconfitto ai punti. Combatte quindi per il titolo dei pesi massimi nella medesima associazione e questa volta vince sconfiggendo il messicano Travis Everett con un calcio basso, e in seguito riuscirà a difendere il titolo per ben sette volte fino al 1993.
Prende parte ai maggiori tornei mondiali in Giappone ed Europa venendo sconfitto dai maggiori talenti del vecchio continente come Peter Aerts (tre volte), Ernesto Hoost (due volte), Jérôme Le Banner e Andy Hug: in particolare Hoost eliminò Smith sia nella semifinale del torneo K-1 Grand Prix '93, sia al K-1 USA Grand Prix '98, valido per la qualificazione al torneo K-1 di quell'anno. Si qualificò al K-1 World Grand Prix 2001 ma perse in semifinale contro Aerts, come perse la semifinale del K-1 World Grand Prix 2003 contro il connazionale Rick Roufus.
Si ritirò dalla kickboxing nel 2005 con un record di 53-13-5.

## Carriera nelle arti marziali miste

### Inizi
La carriera di Smith nelle arti marziali miste inizia in Giappone nel 1993 a seguito del torneo K-1 al quale partecipò quell'anno.
Con le federazioni Pancrase e RINGS mette a segno un negativo record di 2-7, venendo sconfitto dai migliori lottatori del momento come Ken Shamrock e Bas Rutten (due volte).
Rende meglio negli Stati Uniti con il torneo Extreme Fighting (2-0).

### Ultimate Fighting Championship
Esordisce in UFC nel 1997 con la sfida diretta per il titolo dei pesi massimi UFC contro il campione in carica Mark Coleman: Smith vince ai punti e diviene subito il nuovo campione dei pesi massimi.
Lo stesso anno riesce a difendere il titolo da Tank Abbott grazie ad una vittoria per sottomissione, ma a dicembre deve arrendersi ai punti contro Randy Couture, che quindi gli strappa la cintura di campione.
L'avventura di Smith nell'UFC prosegue con alti e bassi vista la sconfitta patita contro Kevin Randleman, anche se a seguire batte Marco Ruas.

### Ritorno in Giappone
Dopo l'esperienza in UFC Smith nel 1999 torna in Giappone con la prestigiosa promozione Pride, con la quale vince un incontro contro Branko Cikatić.
Torna anche a combattere per RINGS dove viene sconfitto da Renzo Gracie.

### Ritorno in UFC
Nel 2000, con un record di 9-11, torna nell'UFC, ma i risultati restano sempre discontinui e in due incontri piazza uno score di 1-1 a causa della sconfitta contro Renato Sobral.
Viene quindi svincolato e si ritira dalle arti marziali miste.

### Ritorno in attività
Smith fece ritorno nel mondo delle arti marziali miste professionistiche nel 2007 e 2008 per altri tre incontri, rispettivamente con le organizzazioni International Fight League, Strikeforce e World Victory Road.
Successivamente si fermò per altri quattro anni e nel 2012, alla veneranda età di 50 anni, combatté un ulteriore incontro nella categoria dei pesi mediomassimi, vincendolo per KO. Il 2 novembre 2013 torna ancora a combattere, venendo però sconfitto al 3 round per decisione unanime.

## Risultati nelle arti marziali miste
| Risultato | Record | Avversario         | Metodo                               | Evento                                              | Data              | Round | Tempo | Città                      | Note                                          |
| --------- | ------ | ------------------ | ------------------------------------ | --------------------------------------------------- | ----------------- | ----- | ----- | -------------------------- | --------------------------------------------- |
| Sconfitta | 14–14  | Matt Kovacs        | Decisione (unanime)                  | CWC 9: Cage Warrior Combat 9                        | 2 novembre 2013   | 3     | 5:00  | Kent, Stati Uniti          |                                               |
| Vittoria  | 14–13  | Jorge Cordoba      | KO (calcio alla testa)               | RFA 2: Yvel vs. Alexander                           | 30 marzo 2012     | 3     | 2:05  | Kearney, Stati Uniti       |                                               |
| Vittoria  | 13–13  | Jorge Cordoba      | KO (calcio alla testa)               | RFA 2: Yvel vs. Alexander                           | 30 marzo 2012     | 3     | 2:05  | Kearney, Stati Uniti       | Passa ai Pesi Mediomassimi                    |
| Sconfitta | 12–13  | Hidehiko Yoshida   | Sottomissione (neck crank)           | World Victory Road Presents: Sengoku 3              | 8 giugno 2008     | 1     | 2:23  | Saitama, Giappone          |                                               |
| Vittoria  | 12–12  | Rick Roufus        | Sottomissione (armbar)               | Strikeforce: At The Dome                            | 23 febbraio 2008  | 1     | 1:53  | Tacoma, Stati Uniti        | Debutto in Strikeforce                        |
| Vittoria  | 11–12  | Marco Ruas         | KO Tecnico (stop medico)             | IFL: Chicago                                        | 19 maggio 2007    | 4     | 3:43  | Chicago, Stati Uniti       |                                               |
| Sconfitta | 10–12  | Renato Sobral      | Decisione (unanime)                  | UFC 28: High Stakes                                 | 17 novembre 2000  | 3     | 5:00  | Atlantic City, Stati Uniti |                                               |
| Vittoria  | 10–11  | Bobby Hoffman      | Decisione (maggioranza)              | UFC 27: Ultimate Bad Boyz                           | 22 settembre 2000 | 3     | 5:00  | New Orleans, Stati Uniti   |                                               |
| Sconfitta | 9–11   | Renzo Gracie       | Sottomissione (armlock)              | Rings: King of Kings 1999 Block B                   | 22 dicembre 1999  | 1     | 0:50  | Tokyo, Giappone            | Torneo King of Kings 1999, Secondo turno      |
| Vittoria  | 9–10   | Branden Lee Hinkle | Decisione (maggioranza)              | Rings: King of Kings 1999 Block B                   | 22 dicembre 1999  | 2     | 5:00  | Tokyo, Giappone            | Torneo King of Kings 1999, Primo turno        |
| Sconfitta | 8–10   | Marcus Silveira    | Sottomissione (triangolo di braccio) | WEF 7: Stomp in the Swamp                           | 9 ottobre 1999    | 2     | 2:48  | Kenner, Stati Uniti        |                                               |
| Vittoria  | 8–9    | Branko Cikatić     | Sottomissione (forearm choke)        | Pride 7                                             | 12 settembre 1999 | 1     | 7:33  | Yokohama, Giappone         |                                               |
| Vittoria  | 7–9    | Marco Ruas         | KO Tecnico (stop medico)             | UFC 21: Return of the Champions                     | 16 luglio 1999    | 1     | 5:00  | Cedar Rapids, Stati Uniti  |                                               |
| Sconfitta | 6–9    | Kevin Randleman    | Decisione (unanime)                  | UFC 19: Ultimate Young Guns                         | 5 marzo 1999      | 1     | 15:00 | Bay St. Louis, Stati Uniti |                                               |
| Sconfitta | 6–8    | Randy Couture      | Decisione (maggioranza)              | UFC Japan: Ultimate Japan                           | 21 dicembre 1997  | 1     | 21:00 | Yokohama, Giappone         | Perde il titolo dei Pesi Massimi UFC          |
| Vittoria  | 6–7    | Tank Abbott        | KO Tecnico (sottomissione ai colpi)  | UFC 15: Collision Course                            | 17 ottobre 1997   | 1     | 8:08  | Bay St. Louis, Stati Uniti | Difende il titolo dei Pesi Massimi UFC        |
| Vittoria  | 5–7    | Mark Coleman       | Decisione (unanime)                  | UFC 14: Showdown                                    | 27 luglio 1997    | 1     | 21:00 | Birmingham, Stati Uniti    | Vince il titolo dei Pesi Massimi UFC          |
| Vittoria  | 4–7    | Kazunari Murakami  | KO (pugno)                           | Extreme Fighting 4                                  | 28 marzo 1997     | 3     | 4:23  | Des Moines, Stati Uniti    |                                               |
| Sconfitta | 3–7    | Akira Maeda        | Sottomissione (strangolamento)       | RINGS: Budokan Hall 1997                            | 22 gennaio 1997   | 1     | 5:35  | Tokyo, Giappone            |                                               |
| Vittoria  | 3–6    | Marcus Silveira    | KO Tecnico (calcio alla testa)       | Extreme Fighting 3                                  | 18 ottobre 1996   | 3     | 1:36  | Tulsa, Stati Uniti         | Vince il titolo dei Pesi Massimi EF           |
| Sconfitta | 2–6    | Kiyoshi Tamura     | Sottomissione (armbar)               | RINGS: Maelstrom 6                                  | 24 agosto 1996    | 1     | 4:34  | Tokyo, Giappone            |                                               |
| Sconfitta | 2–5    | Tsuyoshi Kohsaka   | Sottomissione (heel hook)            | RINGS: Budokan Hall 1996                            | 24 gennaio 1996   | 1     | 4:34  | Tokyo, Giappone            |                                               |
| Sconfitta | 2–4    | Bas Rutten         | Sottomissione (rear naked choke)     | Pancrase: Eyes of Beast 6                           | 4 novembre 1995   | 1     | 4:34  | Yokohama, Giappone         |                                               |
| Sconfitta | 2–3    | Bas Rutten         | Sottomissione (kneebar)              | Pancrase: Eyes of Beast 4                           | 13 maggio 1995    | 1     | 2:10  | Chiba, Giappone            |                                               |
| Sconfitta | 2–2    | Ken Shamrock       | Sottomissione (triangolo di braccio) | Pancrase: King of Pancrase Tournament Opening Round | 16 dicembre 1994  | 1     | 4:23  | Tokyo, Giappone            | King of Pancrase Tournament, Quarti di finale |
| Vittoria  | 2–1    | Takaku Fuke        | KO                                   | Pancrase: King of Pancrase Tournament Opening Round | 16 dicembre 1994  | 1     | 2:48  | Tokyo, Giappone            | King of Pancrase Tournament, Primo turno      |
| Sconfitta | 1–1    | Minoru Suzuki      | Sottomissione (armbar)               | Pancrase: Road to the Championship 1                | 31 maggio 1994    | 3     | 0:36  | Tokyo, Giappone            |                                               |
| Vittoria  | 1–0    | Minoru Suzuki      | KO (pugni)                           | Pancrase: Yes, We are Hybrid Wrestlers 3            | 8 novembre 1993   | 1     | 6:52  | Tokyo, Giappone            |                                               |